# Nord-du-Québec
 (janvier 2022).
Si vous disposez d'ouvrages ou d'articles de référence ou si vous connaissez des sites web de qualité traitant du thème abordé ici, merci de compléter l'article en donnant les références utiles à sa vérifiabilité et en les liant à la section « Notes et références ».
Le Nord-du-Québec est la plus grande des régions administratives du Québec. À elle seule, la région représente 55 % de la superficie totale de la province, avec ses 839 000 km2, dont 121 000 km2 de lacs et de rivières. La région est représentée à l'Assemblée nationale dans la circonscription d'Ungava.
Située dans le Grand Nord du Québec, seulement 0,5 % de la population québécoise y vit, soit environ 40 000 personnes. Les Autochtones (Cris et Inuits) forment ensemble 60 % de la population, tandis que les non-autochtones constituent 40 % des habitants.
Le territoire est régi par la Convention de la Baie-James et du Nord québécois de 1975 ainsi que par la Paix des Braves de 2002, qui prévoient une large autonomie politique et administrative pour les communautés autochtones et leur accordent des droits exclusifs de chasse et de pêche sur des territoires de 170 000 km2, ainsi que des compensations financières. En contrepartie, le gouvernement du Québec obtient le droit de développer les ressources hydrauliques, minérales et forestières.
Le français est la langue des habitants non autochtones, mais est aussi de plus en plus utilisée comme troisième langue par les autochtones ; ces derniers ont pour langue d'usage le cri ou l'inuktitut (langue des Inuits). La lingua franca entre les différentes communautés reste de façon majoritaire l'anglais.

## Géographie
Sont repartis sur son territoire, en ordre d'importance : les forêts (53,9 %), les milieux humides (35,4 %), les eaux (10,4 %), les surfaces artificielles (0,4 %) et finalement les terres agricoles (0,03 %).

### Situation

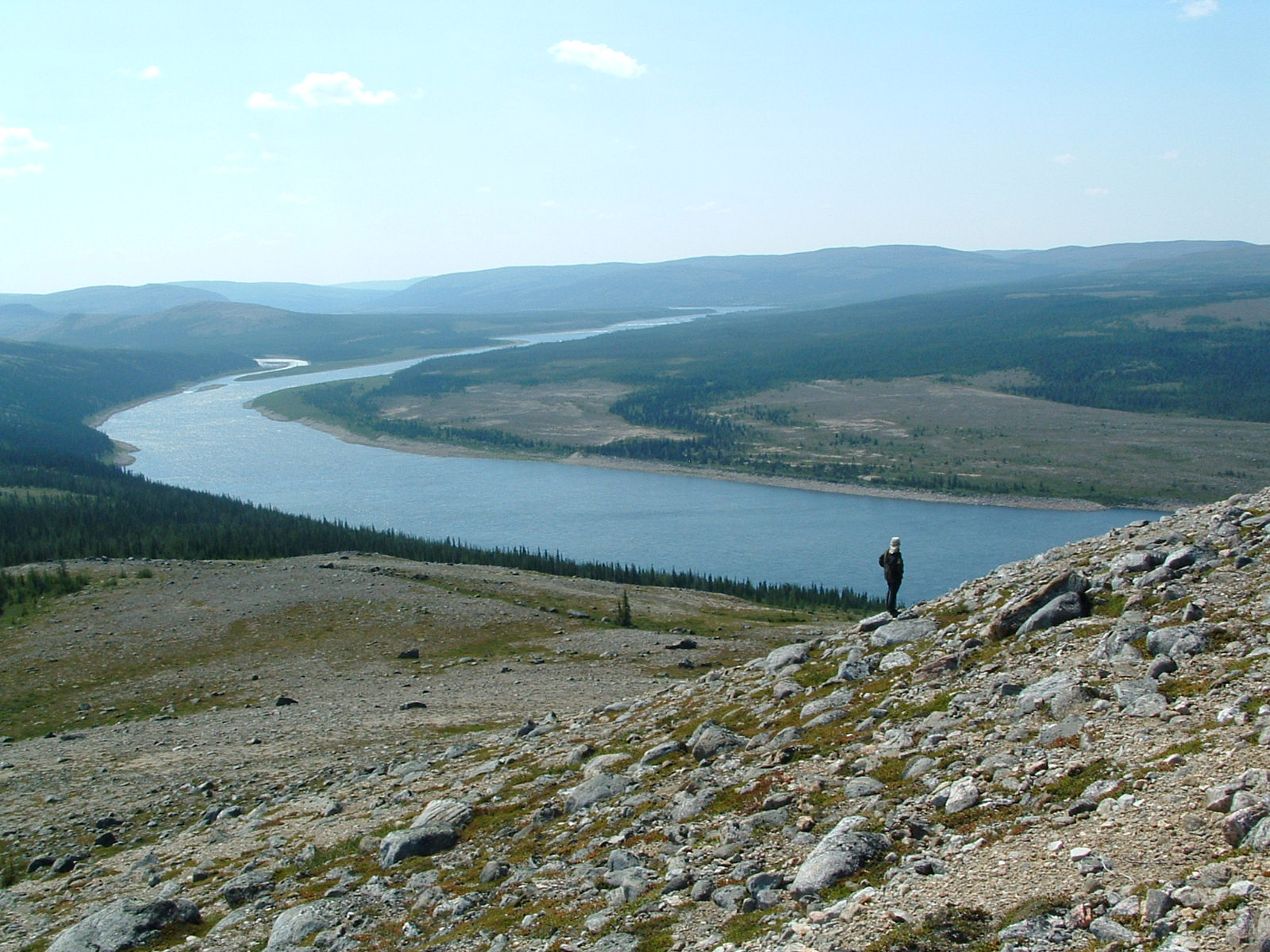
Paysage du Nunavik.

Le Nord-du-Québec est de loin la plus grande région administrative de la province éponyme. Sa superficie s'étend sur 860 681 km2, dont 707 164 km2 qui sont terrestres, soit 51,6 % du territoire québécois. À elle seule, elle peut ainsi inclure toutes les autres régions administratives du Québec; ou bien, à titre comparatif, environ une fois la France, deux fois l'Irak, ou trois fois la Nouvelle-Zélande. Bien que très vaste, elle est aussi de loin la région la moins peuplée et la moins développée.
Le Nord-du-Québec est divisé en deux sous-régions. D'abord, le Nunavik, comprenant toute la partie septentrionale située au-delà du 55e parallèle nord. Caractérisé par un important isolement géographique, ce territoire partiellement arctique est majoritairement peuplé par les Inuits. Au sud du 55e parallèle nord, l'Eeyou Istchee Baie-James est une terre de taïga où vivent les Cris de l'Est (Eeyou Istchee) et les allochtones québécois (Jamésie). Cette sous-région possède son propre gouvernement régional, scellant une alliance politique entre les deux groupes.
La région est bordée au sud-ouest par l'Abitibi-Témiscamingue et la Mauricie, et au sud-est par le Saguenay–Lac-Saint-Jean et la Côte-Nord. À l'est se trouve le Nunatsiavut, un territoire autonome inuit situé au sein de la province de Terre-Neuve-et-Labrador. À l'ouest et au nord, la région est entourée par les grandes eaux du détroit et de la baie d'Hudson, qui ne font pas partie de ses eaux territoriales. Le territoire fédéral du Nunavut est donc son voisin immédiat, la frontière entre le Québec et le Nunavut faisant même des îles côtières du Nord-du-Québec une possession de ce territoire.

### Topographie

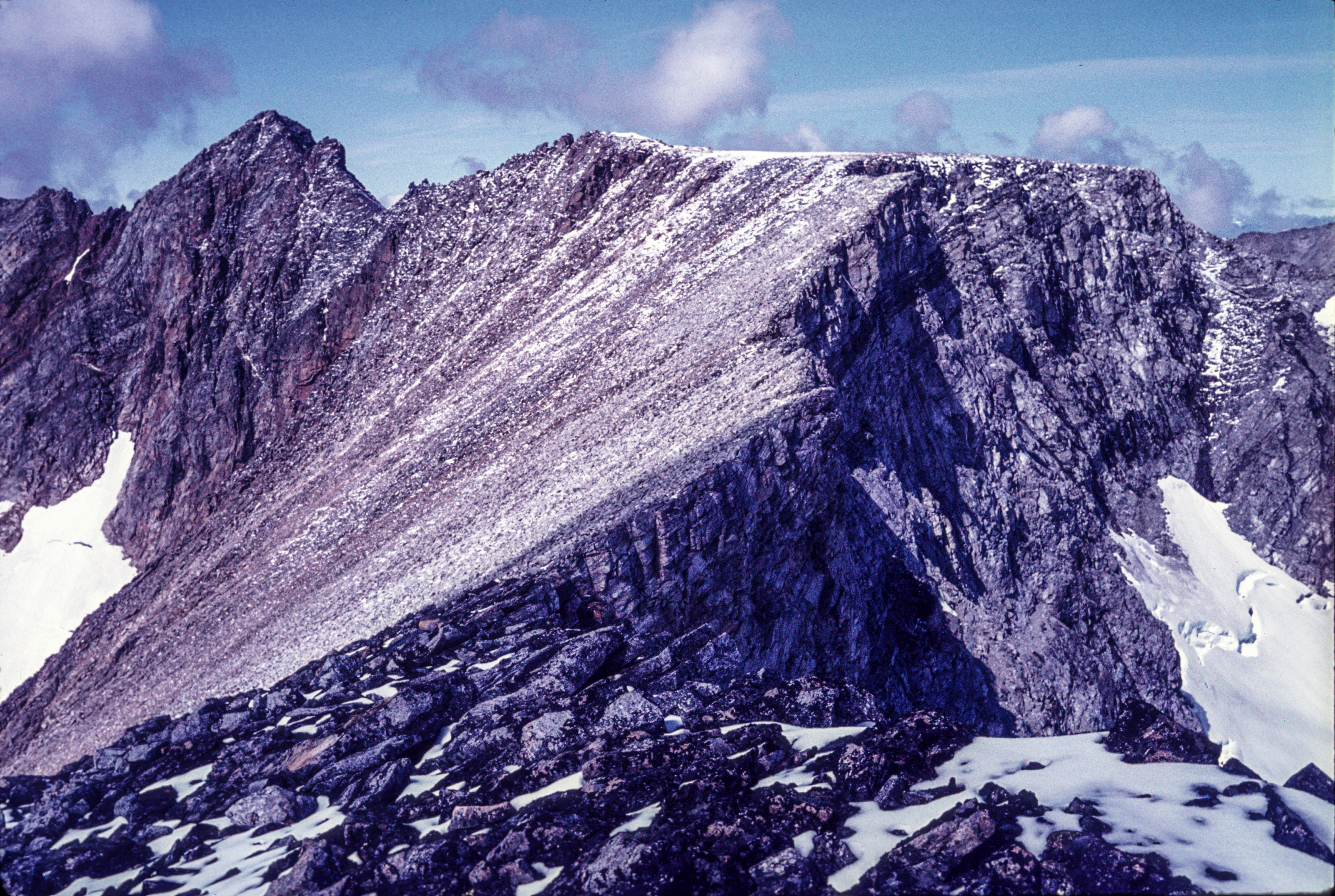
Le mont D'Iberville, le plus haut sommet du Québec.

La région est partagée entre des basses terres, comme celles de la baie d'Hudson, et des plateaux appartenant au bouclier canadien. On y retrouve cependant aussi quelques massifs, comme les monts de Puvirnituq, les monts Otish (à sa frontière avec le Saguenay–Lac-Saint-Jean) et les monts Torngat (à sa frontière avec le Labrador).
D'un point de vue cartographique, la péninsule d'Ungava se distingue nettement. Elle est bordée à l'est par la baie d'Ungava et à l'ouest par la baie d'Hudson, en partie par l'arc Nastapoka, une particularité géologique formant environ 160 degrés d'un arc presque parfait.
L'altitude minimale est de 0 m (océan Atlantique), tandis que l'altitude maximale est de 1 652 m au mont D'Iberville.

### Hydrographie

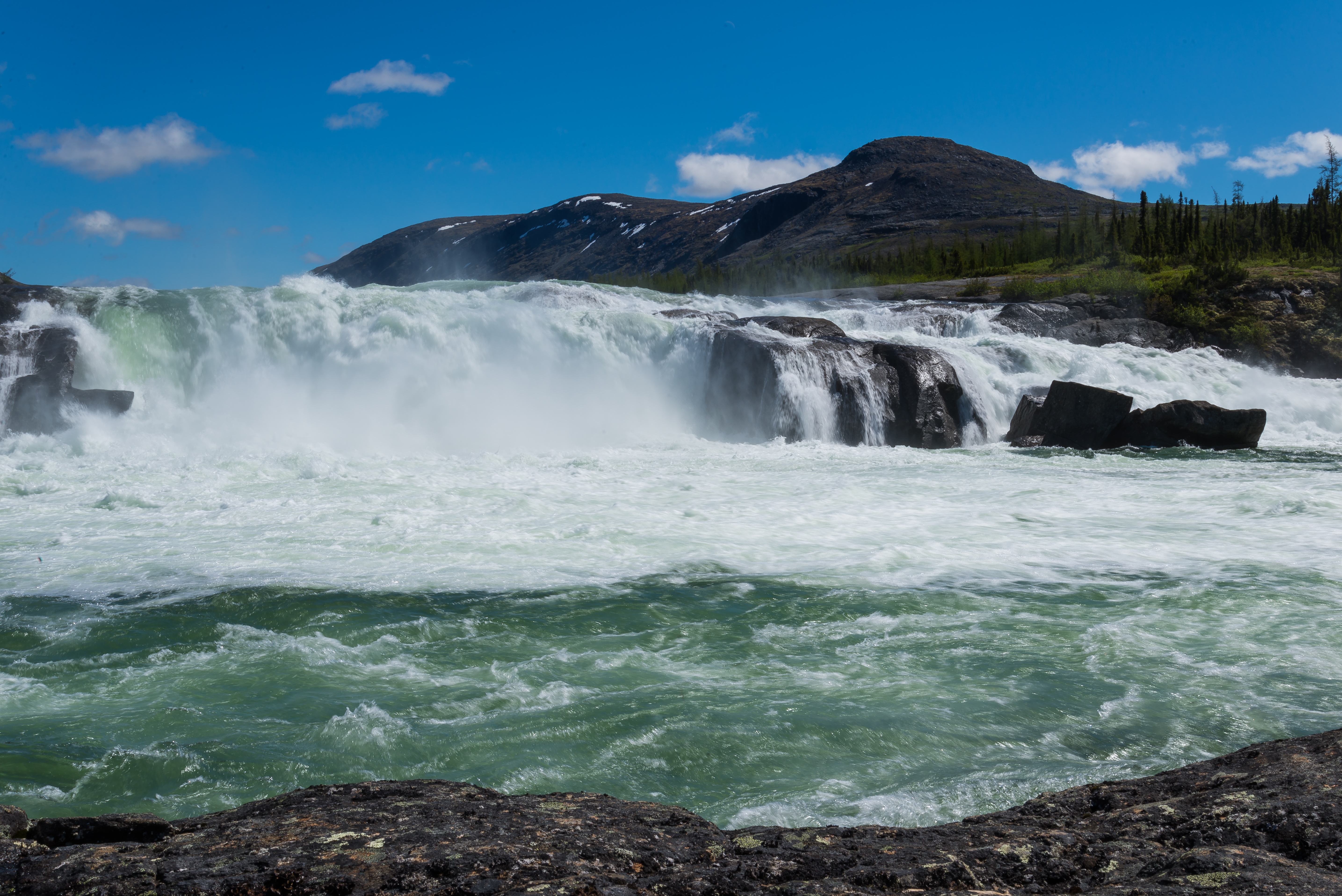
La chute Korluktok de la rivière Koroc.

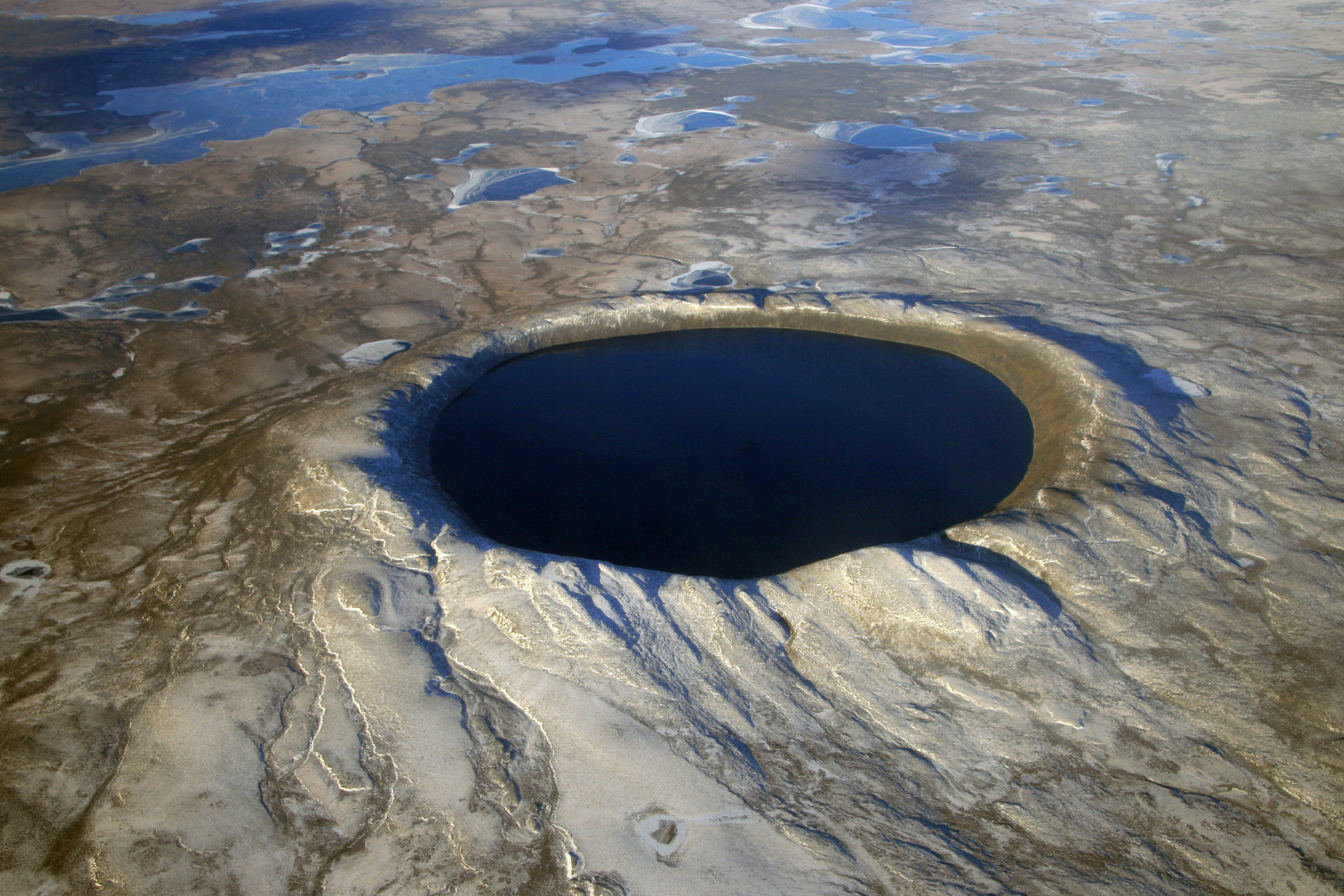
Cratère des Pingualuit.

Le réseau hydrographique du Nord-du-Québec est majeur. Elle est parmi les plus grandes régions productrices d'hydroélectricité au monde.
Les rivières Caniapiscau, Rupert, George, aux Mélèzes, aux Feuilles, à la Baleine et la Grande Rivière de la Baleine ont toutes un bassin versant supérieur à 26 000 km2. La Grande Rivière, métamorphosée en vaste complexe hydroélectrique à partir des années 1970, possède un bassin de près de 100 000 km2 qui alimente plusieurs centrales électriques, dont la plus grande du Québec : la Centrale Robert-Bourassa.
Ces aménagements de production d'hydroélectricité ont créé d'immenses « lacs », dont le réservoir de Caniapiscau, de loin la plus grande étendue dʼeau douce au Québec (4 318 km2). Il est suivi des réservoirs Robert-Bourassa et La Grande 3. Avant même la création de ces vastes réservoirs, le Nord-du-Québec comportait déjà le plus grand lac naturel de la province : le lac Mistassini. Ces gigantesques plans d'eau s'ajoutent aux milliers de lacs naturels de superficies diverses. On y retrouve aussi quelques lacs de cratère, comme le lac Wiyâshâkimî ou le célèbre cratère des Pingualuit.

## Démographie

### Population
| 1986   | 1991   | 1996   | 2001   | 2006   | 2011   | 2016   | 2021 | 2026 |
| ------ | ------ | ------ | ------ | ------ | ------ | ------ | ---- | ---- |
| 36 112 | 36 310 | 38 395 | 38 575 | 39 817 | 42 579 | 44 561 | -    | -    |

| 2031 | 2036 | 2041 | 2046 | 2051 | 2056 | 2061 | 2066 | 2071 |
| ---- | ---- | ---- | ---- | ---- | ---- | ---- | ---- | ---- |
| -    | -    | -    | -    | -    | -    | -    | -    | -    |

Données de base :
- Superficie terrestre : 747 191,93 km2 (recensement de 2016)
- Densité de population : 0,06 hab./km2 (recensement de 2016)
- Population : 44 561 hab. (recensement de 2016)
- Taux de natalité : 19,0 ‰ (2016)
- Taux de mortalité : 5,6 ‰ (2016)

### Langues
Cette région nordique du Québec a la particularité d'être la région située la plus au nord de toute la francophonie et surtout la seule qui compte une communauté inuite parmi tous les territoires francophones du monde[réf. souhaitée].
Au Nord-du-Québec, selon l'Institut de la statistique du Québec, la langue la plus parlée le plus souvent à la maison en 2016 sur une population de 44 415 habitants, est le français à 14 615 habitants, fortement dépassé pour l'ensemble des langues autochtones représentant au total 25 560 habitants
- les langues cries à 14 290 habitants,
- l'inuktitut à 11 260 habitants

Finalement vient l'anglais à 3 635 habitants.

### Histoire de la région et progression du français

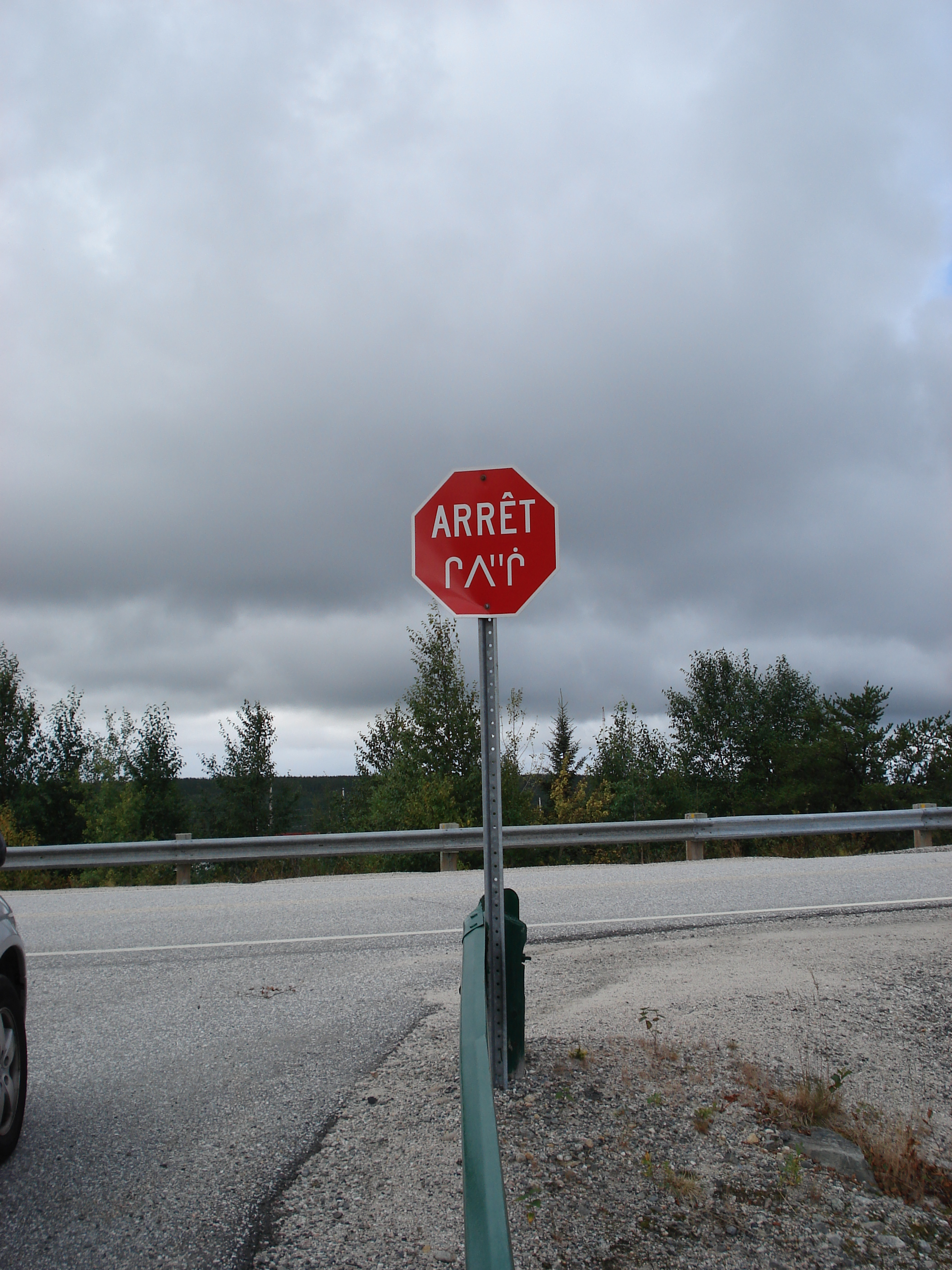
Signalisation bilingue (en français et en cri), à la baie James

La région n'a été ni peuplée par des colons français, ni par des colons britanniques, qui la jugeaient non propice à la colonisation, mais les contacts répétés des marchands britanniques avec les populations autochtones y ont répandu l'usage de la langue anglaise : c'est pourquoi la seconde langue des autochtones y a été longtemps exclusivement l'anglais. L'introduction de la langue française ne s'est faite qu'au milieu du XXe siècle avec l'arrivée de techniciens gouvernementaux québécois. Elle est maintenant la seconde langue choisie par plus de 50 % des autochtones.
En 1870, la région a été achetée par le nouveau Dominion du Canada[réf. souhaitée]. En 1898, le Parlement du Canada a fixé la frontière septentrionale du Québec au milieu de la rivière Eastmain, près du 52e parallèle , agrandissant ainsi le territoire québécois ; en 1912, il lui transfère le district de l'Ungava, comprenant tout le territoire au nord de la rivière Eastmain : concrètement, par ces deux agrandissements successifs, le Québec a alors plus que doublé son territoire[réf. souhaitée].
Mais les Québécois du Sud ont attendu les années 1960 avant d'investir cette région (d'où le nom Nouveau-Québec utilisé à l'époque, pour une partie de son territoire)[réf. souhaitée]. La région a fortement contribué à l'esprit « pionnier » de nombreux Québécois venus s'installer dans cette région pour y travailler par exemple dans des projets hydroélectriques ambitieux comme celui de la baie James. La création de nouvelles villes comme celle de Radisson dans les années 1960 et 1970 en est l'illustration.
L'Ungava, la partie du territoire transféré en 1912 et qui se trouve au nord du 49e parallèle (correspondant à peu près à l'actuel Nunavik), était appelée jusqu'en 1987 Nouveau-Québec[réf. souhaitée]. Quant au territoire au sud du 49e parallèle (correspondant à peu près à l'actuelle Jamésie), il était rattaché aux autorités municipales de l'Abitibi et de La Vallée-de-l'Or pendant la première moitié du XXe siècle. L'organisation politique du Nord-du-Québec a été profondément remaniée entre 1976 et 1984 pour faire suite à la signature en novembre 1975 de la Convention de la Baie-James et du Nord québécois par les représentants inuits et cris et les gouvernements du Québec et du Canada[réf. souhaitée].
La frontière entre le Québec et la province de Terre-Neuve (colonie britannique jusqu'en 1949, date à laquelle Terre-Neuve est devenue province canadienne) a été fixée par le Comité judiciaire du Conseil privé de Londres en 1927, mais le Gouvernement du Québec ne considère pas cette décision comme définitive en ce qui concerne la frontière de la Côte-Nord puisqu'il considère que le Parlement du Québec n'a pas été consulté[réf. souhaitée].

## Organisation territoriale
Le Nord-du-Québec se compose de :
- la MRC géographique de l'Administration régionale Kativik (13 188 habitants au recensement de 2016, de population très majoritairement inuite), laquelle est formée de la majeure partie du Nunavik au nord de la région et regroupe :
  - 14 « villages nordiques » (habités), représentés directement au sein de l'administration régionale Kativik ;
  - 14 « terres réservées aux Inuits » (inhabitées de façon permanente, et homonymes des villages nordiques qu'elles environnent)
  - 2 « territoires non organisés » (inhabités de façon permanente) ; ils sont gérés directement par l'administration régionale Kativik ;
- 1 Kawawachikamach « village naskapi » (inhabité de façon permanente, mais formant au Nord-du-Québec une enclave foncière détenue par une « terre réservée aux Naskapis » homonyme et habitée, située dans la région Côte-Nord voisine), représenté au sein de l'administration régionale Kativik ;
- la MRC géographique de Jamésie (14 932 habitants au recensement de 2016) (qui n'a pas de statut de MRC officiel ni d'administration régionale, où vit une population plus mélangée de peuples autochtones et de Canadiens français), laquelle occupe la majeure partie du sud de la région et comprend :
  - 1 « municipalité » à statut particulier (immense et habitée dans certains secteurs très limités) gérée directement par le gouvernement d'Eeyou Istchee-Baie-James ;
  - 4 « villes » (habitées), formant des enclaves dans la municipalité ;
  - 7 « territoires non organisés » (inhabités) correspondant aux terres de catégorie II établies par la Convention de la Baie-James et du Nord québécois et qui n'ont pas encore de toponyme officiel ;
- la MRC géographique d'Eeyou Istchee au nom encore provisoire (17 141 habitants au recensement de 2016, de population majoritairement crie), laquelle est formée de diverses enclaves dans la Jamésie et de quelques-unes au Nunavik :
  - 9 « terres réservées aux Cris » (habitées) et
  - 8 « villages cris » (homonymes et inhabités de façon permanente), une des terres cries ne détenant aucun village cri (car de création plus récente à la suite de la séparation d'un ancien « établissement indien » de son ancienne municipalité).

La population est ainsi composée approximativement aux deux tiers de peuples autochtones (principalement Cris et Inuits, mais également Naskapis), et un tiers de Canadiens français.
| Recensement des divisions territoriales du Nord-du-Québec | Recensement des divisions territoriales du Nord-du-Québec | Recensement des divisions territoriales du Nord-du-Québec | Recensement des divisions territoriales du Nord-du-Québec | Recensement des divisions territoriales du Nord-du-Québec | Recensement des divisions territoriales du Nord-du-Québec | Recensement des divisions territoriales du Nord-du-Québec | Recensement des divisions territoriales du Nord-du-Québec | Recensement des divisions territoriales du Nord-du-Québec | Recensement des divisions territoriales du Nord-du-Québec | Recensement des divisions territoriales du Nord-du-Québec |
| Toponyme officiel | Dés. abr.                                                 | TÉ                                                        | Code stat.                                                | Superficie (km²)                                          | Population                                                | Population                                                | Population                                                | Population                                                | Logements privés (2016)                                   | Logements privés (2016)                                   |
| Toponyme officiel | Dés. abr.                                                 | TÉ                                                        | Code stat.                                                | Superficie (km²)                                          | Estimation 2019                                           | Recensement 2016                                          | Recensement 2011                                          | Recensement 2006                                          | Total                                                     | Résidents habituels                                       |
| --- | --------------------------------------------------------- | --------------------------------------------------------- | --------------------------------------------------------- | --------------------------------------------------------- | --------------------------------------------------------- | --------------------------------------------------------- | --------------------------------------------------------- | --------------------------------------------------------- | --------------------------------------------------------- | --------------------------------------------------------- |
| Akulivik | VN                                                        | K                                                         | 2499125                                                   | 77,03                                                     | 661                                                       | 633                                                       | 615                                                       | 507                                                       | 187                                                       | 155                                                       |
| Akulivik | TI                                                        | K                                                         | 2499883                                                   | 445,73                                                    | 0                                                         | 0                                                         | 0                                                         | 0                                                         | 0                                                         | 0                                                         |
| Aupaluk | VN                                                        | K                                                         | 2499105                                                   | 30,20                                                     | 661                                                       | 209                                                       | 195                                                       | 174                                                       | 75                                                        | 59                                                        |
| Aupaluk | TI                                                        | K                                                         | 2499891                                                   | 544,03                                                    | 0                                                         | 0                                                         | 0                                                         | 0                                                         | 0                                                         | 0                                                         |
| Baie-d'Hudson | NO                                                        | K                                                         | 2499904                                                   | 129 265,93                                                | 0                                                         | 0                                                         | 0                                                         | 16                                                        | 0                                                         | 0                                                         |
| Chapais | V                                                         | J                                                         | 2499020                                                   | 63,71                                                     | 1 558                                                     | 1 499                                                     | 1 610                                                     | 1 630                                                     | 749                                                       | 666                                                       |
| Chibougamau | V                                                         | J                                                         | 2499025                                                   | 698,13                                                    | 7 478                                                     | 7 504                                                     | 7 541                                                     | 7 563                                                     | 3 538                                                     | 3 256                                                     |
| Chisasibi | VC                                                        | E                                                         | 2499055                                                   | 491,64                                                    | 0                                                         | 0                                                         | 0                                                         | 0                                                         | 0                                                         | 0                                                         |
| Chisasibi | TC                                                        | E                                                         | 2499814                                                   | 828,38                                                    | 5 061                                                     | 4 872                                                     | 4 484                                                     | 3 972                                                     | 1 177                                                     | 1 002                                                     |
| Eastmain | VC                                                        | E                                                         | 2499045                                                   | 318,75                                                    | 0                                                         | 0                                                         | 0                                                         | 0                                                         | 0                                                         | 0                                                         |
| Eastmain | TC                                                        | E                                                         | 2499810                                                   | 147,66                                                    | 923                                                       | 866                                                       | 767                                                       | 650                                                       | 266                                                       | 201                                                       |
| Eeyou Istchee Baie-James | M                                                         | J                                                         | 2499060                                                   | 297 355,46                                                | 1 581                                                     | 1 589                                                     | 1 303                                                     | 1 394                                                     | 903                                                       | 559                                                       |
| Inukjuak | VN                                                        | K                                                         | 2499085                                                   | 55,56                                                     | 1 826                                                     | 1 757                                                     | 1 597                                                     | 1 597                                                     | 511                                                       | 439                                                       |
| Inukjuak | TI                                                        | K                                                         | 2499879                                                   | 428,39                                                    | 0                                                         | 0                                                         | 0                                                         | 0                                                         | 0                                                         | 0                                                         |
| Ivujivik | VN                                                        | K                                                         | 2499140                                                   | 35,21                                                     | 458                                                       | 414                                                       | 370                                                       | 349                                                       | 116                                                       | 97                                                        |
| Ivujivik | TI                                                        | K                                                         | 2499885                                                   | 446,41                                                    | 0                                                         | 0                                                         | 0                                                         | 0                                                         | 0                                                         | 0                                                         |
| Kangiqsualujjuaq | VN                                                        | K                                                         | 2499090                                                   | 35,05                                                     | 992                                                       | 942                                                       | 874                                                       | 735                                                       | 218                                                       | 200                                                       |
| Kangiqsualujjuaq | TI                                                        | K                                                         | 2499894                                                   | 538,42                                                    | 0                                                         | 0                                                         | 0                                                         | 0                                                         | 0                                                         | 0                                                         |
| Kangiqsujuaq | VN                                                        | K                                                         | 2499130                                                   | 12,60                                                     | 779                                                       | 750                                                       | 696                                                       | 605                                                       | 240                                                       | 217                                                       |
| Kangiqsujuaq | TI                                                        | K                                                         | 2499888                                                   | 572,62                                                    | 0                                                         | 0                                                         | 0                                                         | 0                                                         | 0                                                         | 0                                                         |
| Kangirsuk | VN                                                        | K                                                         | 2499110                                                   | 57,42                                                     | 577                                                       | 567                                                       | 549                                                       | 466                                                       | 185                                                       | 166                                                       |
| Kangirsuk | TI                                                        | K                                                         | 2499890                                                   | 529,40                                                    | 0                                                         | 0                                                         | 0                                                         | 0                                                         | 0                                                         | 0                                                         |
| Kawawachikamach | VK                                                        | K                                                         | 2499065                                                   | 242,09                                                    | 0                                                         | 0                                                         | 0                                                         | 0                                                         | 0                                                         | 0                                                         |
| Kuujjuaq | VN                                                        | K                                                         | 2499095                                                   | 292,84                                                    | 2 785                                                     | 2 754                                                     | 2 375                                                     | 2 132                                                     | 1 119                                                     | 973                                                       |
| Kuujjuaq | TI                                                        | K                                                         | 2499893                                                   | 320,83                                                    | 0                                                         | 0                                                         | 0                                                         | 0                                                         | 0                                                         | 0                                                         |
| Kuujjuarapik | VN                                                        | K                                                         | 2499075                                                   | 8,16                                                      | 705                                                       | 686                                                       | 657                                                       | 568                                                       | 283                                                       | 227                                                       |
| Kuujjuarapik | TI                                                        | K                                                         | 2499877                                                   | 293,66                                                    | 0                                                         | 0                                                         | 0                                                         | 0                                                         | 0                                                         | 0                                                         |
| Lebel-sur-Quévillon | V                                                         | J                                                         | 2499005                                                   | 40,89                                                     | 2 193                                                     | 2 187                                                     | 2 159                                                     | 2 729                                                     | 1 155                                                     | 940                                                       |
| Matagami | V                                                         | J                                                         | 2499015                                                   | 75,03                                                     | 1 423                                                     | 1 453                                                     | 1 526                                                     | 1 555                                                     | 712                                                       | 618                                                       |
| Mistissini | VC                                                        | E                                                         | 2499030                                                   | 507,40                                                    | 0                                                         | 0                                                         | 0                                                         | 0                                                         | 0                                                         | 0                                                         |
| Mistissini | TC                                                        | E                                                         | 2499804                                                   | 859,88                                                    | 3 634                                                     | 3 523                                                     | 3 427                                                     | 2 897                                                     | 1 068                                                     | 907                                                       |
| Nemaska | VC                                                        | E                                                         | 2499040                                                   | 51,18                                                     | 0                                                         | 0                                                         | 0                                                         | 0                                                         | 0                                                         | 0                                                         |
| Nemaska | TC                                                        | E                                                         | 2499808                                                   | 98,49                                                     | 818                                                       | 760                                                       | 712                                                       | 642                                                       | 260                                                       | 208                                                       |
| Oujé-Bougoumou | TC                                                        | E                                                         | 2499818                                                   | 2,66                                                      | 781                                                       | 737                                                       | 725                                                       | 606                                                       | 297                                                       | 204                                                       |
| Puvirnituq | VN                                                        | K                                                         | 2499120                                                   | 86,30                                                     | 1 858                                                     | 1 779                                                     | 1 692                                                     | 1 457                                                     | 628                                                       | 450                                                       |
| Quaqtaq | VN                                                        | K                                                         | 2499115                                                   | 26,41                                                     | 427                                                       | 403                                                       | 376                                                       | 315                                                       | 137                                                       | 131                                                       |
| Quaqtaq | TI                                                        | K                                                         | 2499889                                                   | 523,83                                                    | 0                                                         | 0                                                         | 0                                                         | 0                                                         | 0                                                         | 0                                                         |
| Rivière-Koksoak | NO                                                        | K                                                         | 2499902                                                   | 307 040,38                                                | 0                                                         | 0                                                         | 0                                                         | 15                                                        | 0                                                         | 0                                                         |
| Salluit | VN                                                        | K                                                         | 2499135                                                   | 14,66                                                     | 1 572                                                     | 1 483                                                     | 1 347                                                     | 1 241                                                     | 381                                                       | 322                                                       |
| Salluit | TI                                                        | K                                                         | 2499887                                                   | 596,57                                                    | 0                                                         | 0                                                         | 0                                                         | 0                                                         | 0                                                         | 0                                                         |
| Tasiujaq | VN                                                        | K                                                         | 2499100                                                   | 66,54                                                     | 380                                                       | 369                                                       | 303                                                       | 248                                                       | 91                                                        | 88                                                        |
| Tasiujaq | TI                                                        | K                                                         | 2499892                                                   | 502,11                                                    | 0                                                         | 0                                                         | 0                                                         | 0                                                         | 0                                                         | 0                                                         |
| Umiujaq | VN                                                        | K                                                         | 2499080                                                   | 28,59                                                     | 478                                                       | 442                                                       | 444                                                       | 390                                                       | 121                                                       | 103                                                       |
| Umiujaq | TI                                                        | K                                                         | 2499878                                                   | 256,95                                                    | 0                                                         | 0                                                         | 0                                                         | 0                                                         | 0                                                         | 0                                                         |
| Waskaganish | VC                                                        | E                                                         | 2499035                                                   | 277,76                                                    | 0                                                         | 0                                                         | 0                                                         | 0                                                         | 0                                                         | 0                                                         |
| Waskaganish | TC                                                        | E                                                         | 2499806                                                   | 505,37                                                    | 2 259                                                     | 2 196                                                     | 2 206                                                     | 1 864                                                     | 579                                                       | 504                                                       |
| Waswanipi | VC                                                        | E                                                         | 2499010                                                   | 213,90                                                    | 0                                                         | 0                                                         | 0                                                         | 0                                                         | 0                                                         | 0                                                         |
| Waswanipi | TC                                                        | E                                                         | 2499802                                                   | 419,85                                                    | 1 780                                                     | 1 759                                                     | 1 777                                                     | 1 473                                                     | 524                                                       | 415                                                       |
| Wemindji | VC                                                        | E                                                         | 2499050                                                   | 164,46                                                    | 1 494                                                     | 0                                                         | 0                                                         | 0                                                         | 0                                                         | 0                                                         |
| Wemindji | TC                                                        | E                                                         | 2499812                                                   | 388,15                                                    | 1 494                                                     | 1 444                                                     | 1 378                                                     | 1 215                                                     | 422                                                       | 355                                                       |
| Whapmagoostui | VC                                                        | E                                                         | 2499070                                                   | 122,53                                                    | 0                                                         | 0                                                         | 0                                                         | 0                                                         | 0                                                         | 0                                                         |
| Whapmagoostui | TC                                                        | E                                                         | 2499816                                                   | 189,88                                                    | 1 012                                                     | 984                                                       | 874                                                       | 812                                                       | 237                                                       | 211                                                       |
| (Toponyme officiel à venir) | NO                                                        | J                                                         | 2499910                                                   |                                                           | 0                                                         | 0                                                         | 0                                                         | 0                                                         | 0                                                         | 0                                                         |
| (Toponyme officiel à venir) | NO                                                        | J                                                         | 2499912                                                   |                                                           | 0                                                         | 0                                                         | 0                                                         | 0                                                         | 0                                                         | 0                                                         |
| (Toponyme officiel à venir) | NO                                                        | J                                                         | 2499914                                                   |                                                           | 0                                                         | 0                                                         | 0                                                         | 0                                                         | 0                                                         | 0                                                         |
| (Toponyme officiel à venir) | NO                                                        | J                                                         | 2499916                                                   |                                                           | 0                                                         | 0                                                         | 0                                                         | 0                                                         | 0                                                         | 0                                                         |
| (Toponyme officiel à venir) | NO                                                        | J                                                         | 2499918                                                   |                                                           | 0                                                         | 0                                                         | 0                                                         | 0                                                         | 0                                                         | 0                                                         |
| (Toponyme officiel à venir) | NO                                                        | J                                                         | 2499920                                                   |                                                           | 0                                                         | 0                                                         | 0                                                         | 0                                                         | 0                                                         | 0                                                         |
| (Toponyme officiel à venir) | NO                                                        | J                                                         | 2499922                                                   |                                                           | 0                                                         | 0                                                         | 0                                                         | 0                                                         | 0                                                         | 0                                                         |
| (Toponyme officiel à venir) | NO                                                        | J                                                         | 2499924                                                   |                                                           | 0                                                         | 0                                                         | 0                                                         | 0                                                         | 0                                                         | 0                                                         |
| Eeyou Istchee (administration régionale) | TÉ                                                        | E                                                         |                                                           | 5 587,94                                                  | 19 256                                                    | 17 141                                                    | 16 350                                                    | 14 131                                                    | 4 830                                                     | 4 007                                                     |
| Jamésie (MRC géographique) | TÉ                                                        | J                                                         |                                                           | 298 233,22                                                | 14 233                                                    | 14 232                                                    | 14 139                                                    | 14 871                                                    | 7 057                                                     | 6 039                                                     |
| Kativik (administration régionale) | TÉ                                                        | K                                                         |                                                           | 443 373,92                                                | 14 159                                                    | 13 188                                                    | 12 090                                                    | 10 815                                                    | 4 292                                                     | 3 627                                                     |
| Nord-du-Québec | DR                                                        |                                                           | 2499                                                      | 747 191,93                                                | 47 648                                                    | 44 561                                                    | 42 579                                                    | 39 817                                                    | 16 179                                                    | 13 673                                                    |
| Désignations abrégées : Municipalités locales (subdivisions de recensement) : V : ville CU : cantons unis (aucun dans cette région) CT : canton (aucun dans cette région) M : municipalité P : paroisse (aucune dans cette région) VL : village (aucun dans cette région) VN : village nordique (uniquement dans cette région) TI : terre réservée aux Inuits (uniquement dans cette région) VK : village naskapi (uniquement dans cette région) TK : terre réservée aux Naskapis (aucune dans cette région) VC : village cri (uniquement dans cette région) TC : terre réservée aux Cris (uniquement dans cette région) Autres subdivisions de recensement (hors municipalité locale) : R : réserve indienne (aucune dans cette région) NO : territoire non organisé Autres subdivisions territoriales inférieures aux subdivisions de recensement : A : arrondissement (partie d'une ville, aucun dans cette région) ÉI : établissement indien (partie d'une municipalité ou d'un territoire non organisé, aucun dans cette région) Regroupements de subdivisions de recensement : TÉ : territoire équivalent (administration régionale, aucune MRC dans cette région) DR : division de recensement (la région entière dans cette région) |                                                           |                                                           |                                                           |                                                           |                                                           |                                                           |                                                           |                                                           |                                                           |                                                           |

## Politique et administration

La région administrative du Nord-du-Québec se divise en deux ensembles sous-régionaux :
- L'ensemble régional d'Eeyou Istchee Baie-James situé au sud du 55e parallèle nord et qui est géré par le Gouvernement régional d'Eeyou Istchee Baie-James, le Gouvernement de la Nation crie, neuf communautés cries et quatre municipalités. Il s'y trouve également une terre réservée inuite.
- La région du Nunavik située au-delà du 55e parallèle nord et qui est gérée presque entièrement par l'Administration régionale Kativik à l'exception de petites enclaves cries.

### Eeyou Istchee Baie-James
Il est formé de deux territoires équivalents : la Jamésie et Eeyou Istchee.
- La partie méridionale du Nord-du-Québec, parfois appelée Jamésie, s'étend de la baie James à l'ouest aux monts Otish à l'est. Ce territoire immense et très peu peuplé est principalement constitué de forêt boréale. Il n'y a pas de MRC pour les municipalités et autres territoires qui s'y trouvent. La municipalité d'Eeyou Istchee Baie-James, immense, constitue le territoire municipal du gouvernement régional et la plus grande partie de la Jamésie. Il s'y trouve également quatre municipalités et plusieurs territoires non organisés.
- L'Eeyou Istchee est un territoire créé en 2007 (détaché de la Jamésie pour s'administrer en tant que territoire équivalent), bien que l'historique de celui-ci date de la création de l'Administration régionale crie. Cette subdivision comprend neuf terres réservées cries de juridiction fédérale et huit municipalités de village cri de juridiction provinciale. Contrairement aux autres municipalités régionales de comté ou territoires équivalents du Québec, l'Eeyou Istchee n'est pas un territoire contigu, il est plutôt entièrement formé d'enclaves en Jamésie (sauf l'un de ses villages cris qui forme une enclave au Nunavik).

La forte intrication des deux territoires (malgré leur séparation administrative) les a conduit à former un gouvernement régional commun, où les localités jamésiennes et cries sont représentées à parité pour gérer leurs intérêts communs. Si Eeyou Istchee est clairement établi, en revanche les communautés jamésiennes ne se sont pas formellement organisées pour établir un territoire équivalent à une municipalité régionale de comté reconnu, elles coordonnent leurs actions via le gouvernement régional réunissant les populations cries et les autres populations autochtones ou françaises du Québec.

#### Villages cris et terres cries
On peut noter que selon les données du recensement, ce sont les terres réservées cries qui sont habitées (et qui disposent de logements pour les résidents habituels) et non les municipalités de village cri homonymes.
- Chisasibi
- Eastmain
- Mistissini
- Nemaska
- Oujé-Bougoumou (un ancien établissement autochtone au sein d'une municipalité, ayant depuis acquis un statut municipal en tant que terre réservée crie - catégorie A1).
- Waskaganish
- Waswanipi
- Wemindji
- Whapmagoostui

#### Municipalités
On y retrouve cinq municipalités. La municipalité d'Eeyou Istchee Baie-James gère la plus grande partie du territoire.
- Municipalité d'Eeyou Istchee Baie-James
- Ville de Chibougamau
- Ville de Chapais
- Ville de Lebel-sur-Quévillon
- Ville de Matagami

#### Localités et hameaux
- Valcanton (Beaucanton et Val-Paradis)
- Radisson
- Villebois
- Joutel (village fermé)
- Desmaraisville
- Miquelon

#### Territoires non organisés
Plusieurs territoires non organisés formés en 2014 se trouvent en Jamésie, mais demeurent sous l'autorité du Gouvernement de la nation crie. Au nombre de sept, ils sont provisoirement identifiés comme tels par le Ministère des Affaires municipales et de l'Habitation :
- Territoire non organisé 99910
- Territoire non organisé 99914
- Territoire non organisé 99916
- Territoire non organisé 99918
- Territoire non organisé 99920
- Territoire non organisé 99922
- Territoire non organisé 99924

### Nunavik
Au nord du 55e parallèle se trouve le Nunavik, couvert presque entièrement par la toundra. Géré sous le nom de Kativik, à l'exception du village cri de Whapmagoostui qui fait partie de l'Eeyou Istchee, le Nunavik est presque exclusivement peuplé par les Inuits qui vivent dans 14 villages nordiques le long des côtes.

#### Villages nordiques
- Akulivik
- Aupaluk
- Inukjuak
- Ivujivik
- Kangiqsualujjuaq
- Kangiqsujuaq
- Kangirsuk
- Kuujjuaq
- Kuujjuarapik
- Puvirnituq
- Quaqtaq
- Salluit
- Tasiujaq
- Umiujaq

#### Village naskapi
- Kawawachikamach : une enclave dans le Nunavik, formée par une propriété foncière détenue par la même communauté que celle établie sur la terre naskapi homonyme (en région Côte-Nord).

#### Territoires non organisés
- Baie-d'Hudson
- Rivière-Koksoak

### Représentation provinciale
- Ungava : Denis Lamothe (CAQ)

### Circonscription fédérale partagée avec l'Abitibi-Témiscamingue
- Abitibi—Baie-James—Nunavik—Eeyou : Mandy Gull-Masty (Parti libéral du Canada)

## Éducation
Les services scolaires publics dans la région sont dispensés par trois organismes gouvernementaux, soit les commissions scolaires crie et Kativik pour les populations d'Eeyou Istchee et du Nunavik respectivement et le centre de services scolaire de la Baie-James pour la population de la Jamésie. Les deux commissions scolaires autochtones de la région n'ont pas été affectées par la réforme de gouvernance scolaire visant à transformer les commissions scolaires en centres de services scolaires. Elles bénéficient d'un statut particulier.

### Centre de services scolaire de la Baie-James
Anciennement une commission scolaire, le centre de services scolaire de la Baie-James est créé le 15 juin 2020. Il dessert les localités de Beaucanton, Chapais, Chibougamau, Joutel, Lebel-sur-Quévillon, Matagami, Radisson, Val-Paradis et Villebois.

### Commission scolaire crie
Bénéficiant d'un statut particulier, la Commission scolaire crie dessert les nations cries de l'Eeyou Istchee Baie-James. L'enseignement y a lieu dans ses trois langues officielles, soit le français, l'anglais et le cri.

### Commission scolaire Kativik
Cette commission scolaire dessert les nations inuites situées au Nunavik. L'enseignement y a lieu dans ses trois langues officielles, soit le français, l'anglais et l'inuktitut. La commission scolaire Kativik Ilisarniliriniq (en inuktitut : ᑲᑎᕕᒃ ᐃᓕᓴᕐᓂᓕᕆᓂᖅ) existe depuis 1975.
En plus de compter 17 écoles primaires et secondaires, la commission scolaire possède aussi 5 centres d'éducation pour les adultes. Toutes les écoles sont situées dans le Nord-du-Québec en plus du bureau de Kuujjuaq. Également, il y a le bureau de Montréal sur le boulevard Cavendish à Saint-Laurent et un entrepôt dans la ville de Dorval.
Contrairement à d'autres commissions scolaires, celle de Kativik Ilisarniliriniq a une double mission : « d'une part agir à titre de commission scolaire régionale pour tous les résidents du Nunavik, et d'autre part, être une institution dotée de pouvoirs et d’habilitations particuliers dans le but d’assurer la protection, le maintien et le développement de la langue, de la culture et du mode de vie inuits. »
Installée dans la région administrative Nord-du-Québec, elle avait 432 enseignants durant l'année scolaire 2018-2019, dont 38 % étaient inuits ; en incluant le personnel non enseignant, il y a 950 employés permanents. Selon Le Devoir, 84 postes n'étaient pas encore pourvus au mois d'août 2019. La directrice générale de la commission scolaire, Harriet Keleutak, signale que cette année est pire que les précédentes : « C'est pire cette année parce que c'est très difficile d’embaucher du monde quand les autres commissions scolaires en manquent aussi. »
Kuujjuaq a accueilli l’Expo-Sciences en mars 2019. L'événement a pu avoir lieu grâce à la collaboration de la commission scolaire Kativik Ilisarniliriniq et de l’Association québécoise autochtone en science et en ingénierie (AQASI).

#### Ouvrage
- Québec, Le Québec chiffres en main : Édition 2013, Québec, Institut de la statistique du Québec, 2013, 71 p. (ISBN 978-2-550-67323-1, lire en ligne)
- Réjean Girard (dir.), Réginald Auger, Vincent Collette, David Denton, Yves Labrèche et Normand Perron, Histoire du Nord-du-Québec, Les Presses de l'Université Laval, coll. « Les régions du Québec », 554 (ISBN 978-2-7637-9581-2)
- Réjean Girard et Normand Perron. Le Nord-du-Québec. Les Presses de l'Université Laval, coll. « Les régions du Québec, histoire en bref », 2016.

#### Article scientifique
- Martin Simard, « Le Nord québécois : un plan, trois régions, neuf défis », Recherches sociographiques, vol. 58, no 2,‎ 2017, p. 263-295 (lire en ligne).